# Route nationale 843
Die Route nationale 843, kurz N 843 oder RN 843, war eine französische Nationalstraße auf Korsika, die von 1933 bis 1973 südlich von Saint-Florent von der Route nationale 199 abzweigte und zur Route nationale 193 bei Ortale verlief. Ihre Länge betrug 22,5 Kilometer.